# Oreste Zavattari
Oreste Zavattari (Tortona, 2 febbraio 1856 – Genova, 1941) è stato un generale italiano.

## Biografia
Oreste Zavattari, 3º Comandante Generale del Corpo, fu nominato sottotenente di fanteria il 18 dicembre 1877 e nei primi anni della sua carriera prestò servizio presso il 20º reggimento fanteria ed il 1º reggimento alpini.
Promosso capitano, frequentò la Scuola di guerra, restò per breve tempo al Corpo di Stato Maggiore e fu addetto al Collegio militare di Milano. Ritornò prima al 1º reggimento e poi al 3°; di quest'ultimo divenne il comandante col grado di colonnello dopo aver comandato il 22º reggimento fanteria.
Promosso maggior generale, comandò la brigata Sicilia fino al 16 gennaio 1912, allorché fu nominato Comandante Generale della Regia Guardia di Finanza. Sotto il suo comando venne sanzionata per il Corpo l'equiparazione del trattamento giuridico, disciplinare e penale con l'Esercito e la Marina.
Lasciata la Guardia di Finanza, il 13 gennaio 1915 passò al Comando della brigata "Roma" e, successivamente, tenne quelli della Divisione territoriale di Ravenna, della XII Divisione di fanteria e nuovamente della brigata "Roma".
Collocato nella posizione di servizio ausiliario, fu più volte richiamato per compiere importanti servizi col grado di tenente generale conseguito nell'agosto del 1916.